# صيفرية محبة للبرودة
صيفرية محبة للبرودة (الاسم العلمي: Flavobacterium psychrophilum) هي نوع من البكتيريا، سلبية الغرام، تتبع جنس صيفرية.